# Лево, Луи
Луи Лево, реже Луи Ле Во (фр. Louis Le Vau/Levau, 1612, Париж — 11 октября 1670, Париж) — французский архитектор, один из основоположников французского классицизма. Вместе с архитектором Жюлем Ардуэн-Мансаром, ландшафтным архитектором Андре Ленотром, живописцем и декоратором Шарлем Лебреном является одним из создателей национального «большого стиля» (Grand manière) архитектуры эпохи правления короля Людовика XIV (второй половины XVII века) совмещающего черты классицизма и барокко.

## Биография
Луи Лево родился в Париже в семье ремесленника среднего класса. Его дед по материнской линии был кузнецом в Монтаньи-ан-Вексен, на севере Франции. Его отец —Луи Ле Во — каменщиком в Париже, в 1634 году стал коммерсантом и сумел выучить двух сыновей: Луи и Франсуа. Брат Луи: Франсуа Ле Во (1613—1676) также стал архитектором, строителем церкви Сен-Луи-ан-л’Иль в Париже в стиле барокко.
Луи Лево изучал архитектуру в Италии, в Риме и Генуе, в эпоху интенсивного развития стиля барокко. Во Франции на него оказало влияние творчество Франсуа Мансара, последователя национального французского Ренессанса, и зачинателя классицизма во французской архитектуре.
Семья не могла обеспечить Луи Лево полноценное архитектурное образование. Луи изучал трактат П. Ле Мюэ «Способ строительства зданий для всех людей» (Manière de bâtir pour toutes sortes de personnes, 1623) и, пользуясь материальной поддержкой придворного мастера Мишеля Вильдо и, возможно, Ж.-Б. Ламбера, осуществил свои первые постройки: Отель Гийома де Бутру (1634) и Отель Франсуа Пти на улице де Тюренн (1638). Кроме того, при участии Лево были построены и другие городские особняки («отели»), в частности на острове Сен-Луи: Отель Ламбер (1640—1644), отель Ле Во, отель Лозен (1656—1657) и отель Гилье (1637—1639). Эти здания характерны часто повторяющимися и ставшими традиционными для старого Парижа характерными строительными приёмами: крытые сероватым сланцем высокие скаты кровли, треугольный фронтон, пилястры главного фасада, вытянутые «французские окна» с мелкой расстекловкой.

## Архитектурная карьера
Прославившись своими постройками, Луи Лево в 1653 году стал Первым архитектором короля Людовика XIV (Premier architecte du Roi). В 1653—1657 годах Лево реставрировал фасад Шато де Сен-Фаржо для двоюродной сестры Людовика XIV Анны Мари Луизы Орлеанской де Монпансье, строил Шато-де-Вилласерф для Луи Эсслена, интенданта королевских удовольствий (1654—1662), Шато дю Рейнси (1643—1650) для Жака Бордье, обустраивал Апартаменты Анны Австрийской в Лувре.

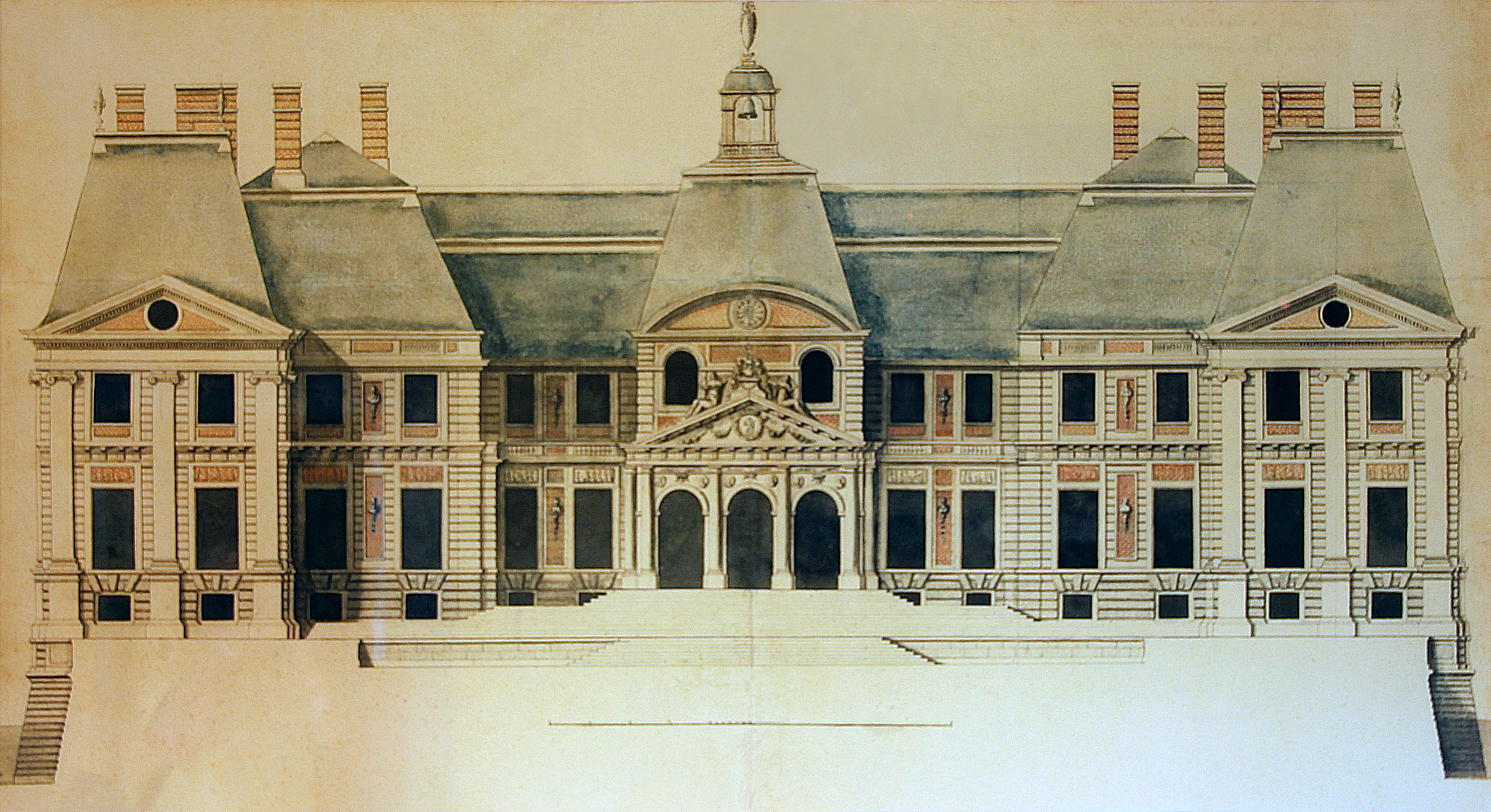
Дворец Во-ле-Виконт. Проект (первый вариант). Северный фасад. Акварель Л. Лево. 1656

По заказу сюринтерданта финансов Николя Фуке Лево выстроил для самого Фуке роскошный дворец Во-ле-Виконт (1658—1661). Английский архитектор и историк архитектуры Р. Бломфилд считал дворец «чрезмерным», но именно эта постройка ознаменовала начало формирования «большого стиля». В Во-ле-Виконт архитектор Лево продемонстрировал успешное сотрудничество с первым живописцем короля и декоратором Шарлем Лебреном, ландшафтным архитектором Андре Ленотром, создавшим образец регулярного «французского парка», и мастером-каменщиком Мишелем Вильдо. Именно дворец Во-ле-Виконт привлёк внимание и вызвал зависть молодого короля Людовика XIV. В 1661 году Фуке был арестован, король конфисковал Во-ле-Виконт, а Лево, Ленотру и Лебрену было приказано создать ещё более грандиозный дворец и парк в Версале.
После 1660 года Лево работал исключительно на короля: он завершил Шато де Венсен, построив Павильоны короля и королевы-матери (1658—1661), возводил здание Госписталя Сальпетриер (1656), осуществил значительные перестройки дворца дворца Тюильри (1664) и многое другое.
После смерти кардинала Мазарини в 1661 году, завещавшему значительные средства на создание Коллежа Четырёх Наций, Луи Лево в 1662—1688 годах был занят проектированием и строительством внушительного здания на берегу Сены, заметном издалека благодаря огромному куполу (ныне в этом здании располагается Институт Франции). В 1665 году в Париже по приглашению короля находился гений итальянского барокко Дж. Л. Бернини. В архитектуре Коллежа очевидно влияние композиционных принципов римского барокко, но также явлены и черты французского «большого стиля».
В 1665 году Луи Лево представил свой проект постройки церкви Сен-Сюльпис в Париже, но он не был принят. По распоряжению короля Лево работал над дальнейшим расширением помещений Лувра. В 1652 году вместе с Ж. Лемерсье он продолжил оформление интерьеров. В 1660—1664 годах Лево расширил южное крыло и замкнул корпуса «Квадратного двора» (Cour Carrée), продолжив идеи Пьера Леско, и Жака Лемерсье (проект 1546 года). Частью этого грандиозного проекта стала Галерея Аполлона, перестроенная по проекту Л. Лево (после пожара) и оформленная лепниной и росписями по рисункам Ш. Лебрена. В 1667 году Луи Лево и Франсуа д’Орбе разработали проект восточного фасада дворца (знаменитую колоннаду восточного фасада построил к 1672 году Клод Перро).

## Галерея

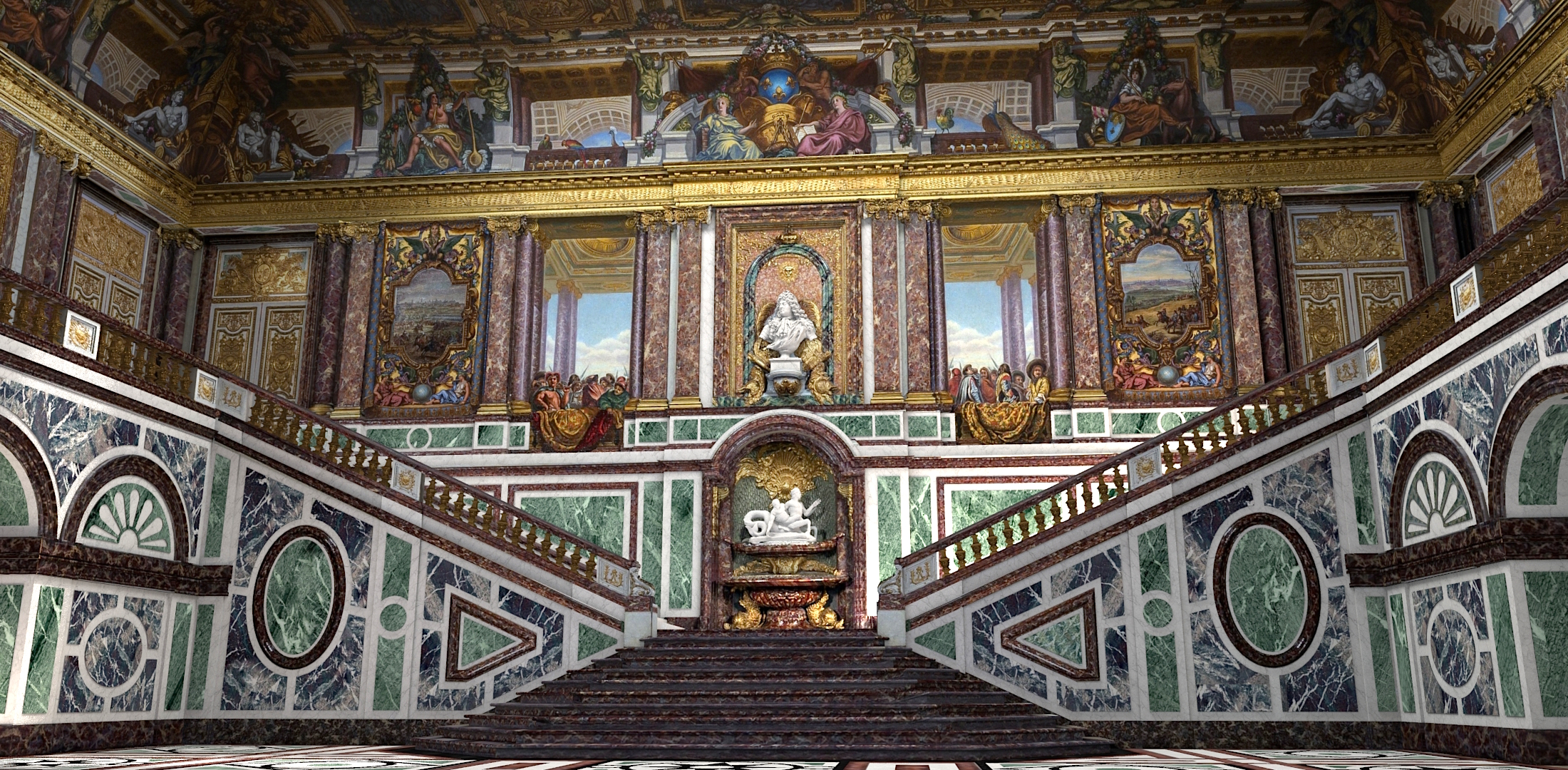
Большой дворец Версаля. Лестница послов. Реконструкция
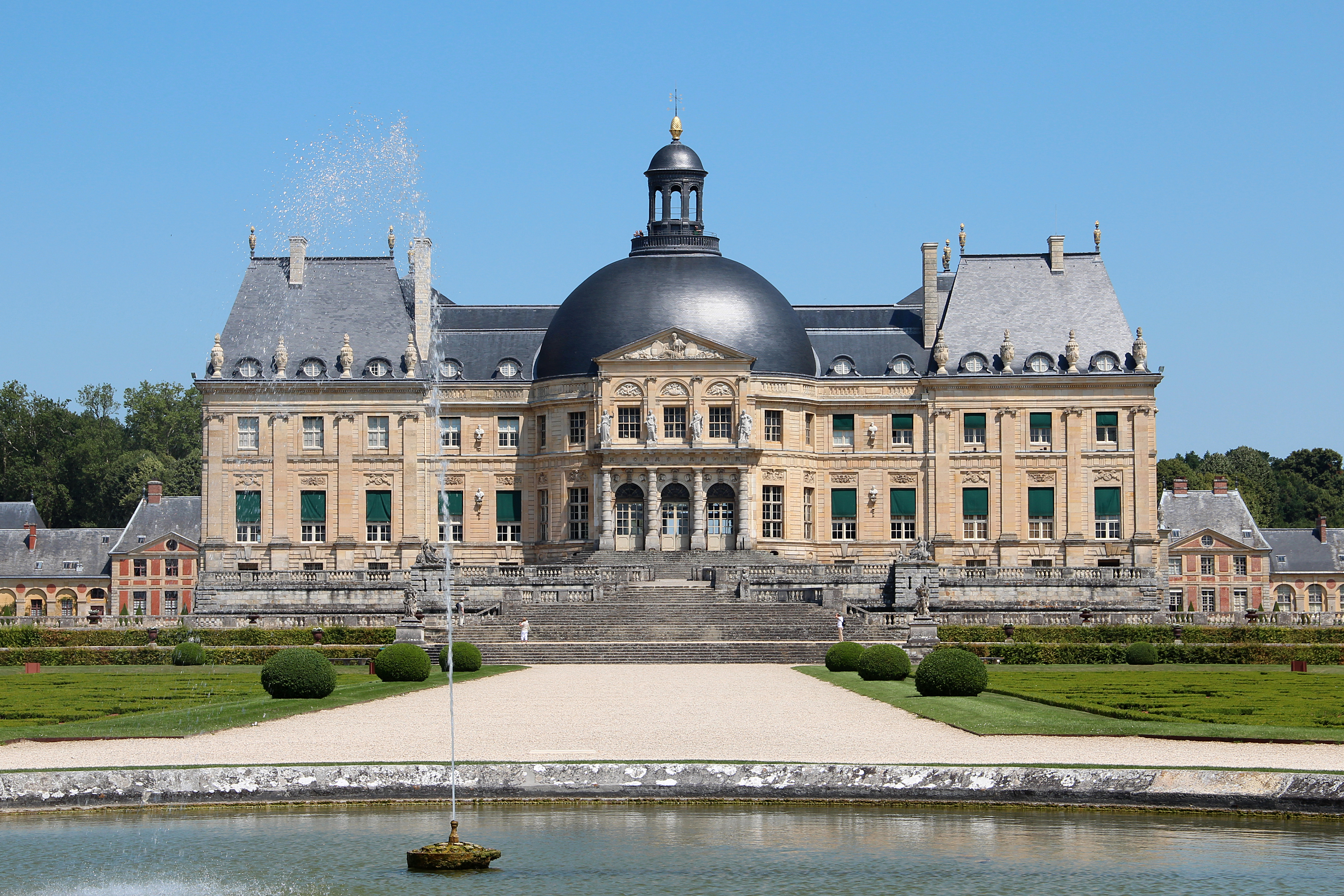
Дворец Во-ле-Виконт. 1658—1661
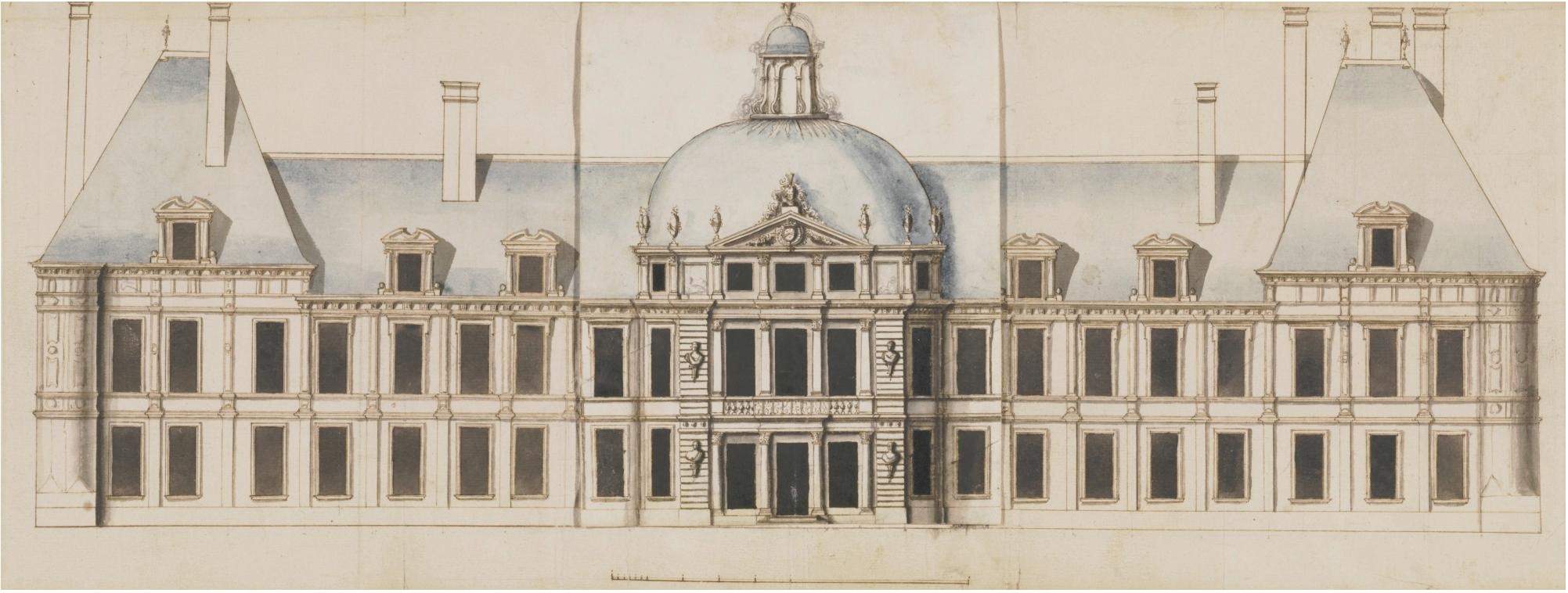
Шато де Мёдон. Центральный павильон. Проект. Ок. 1655
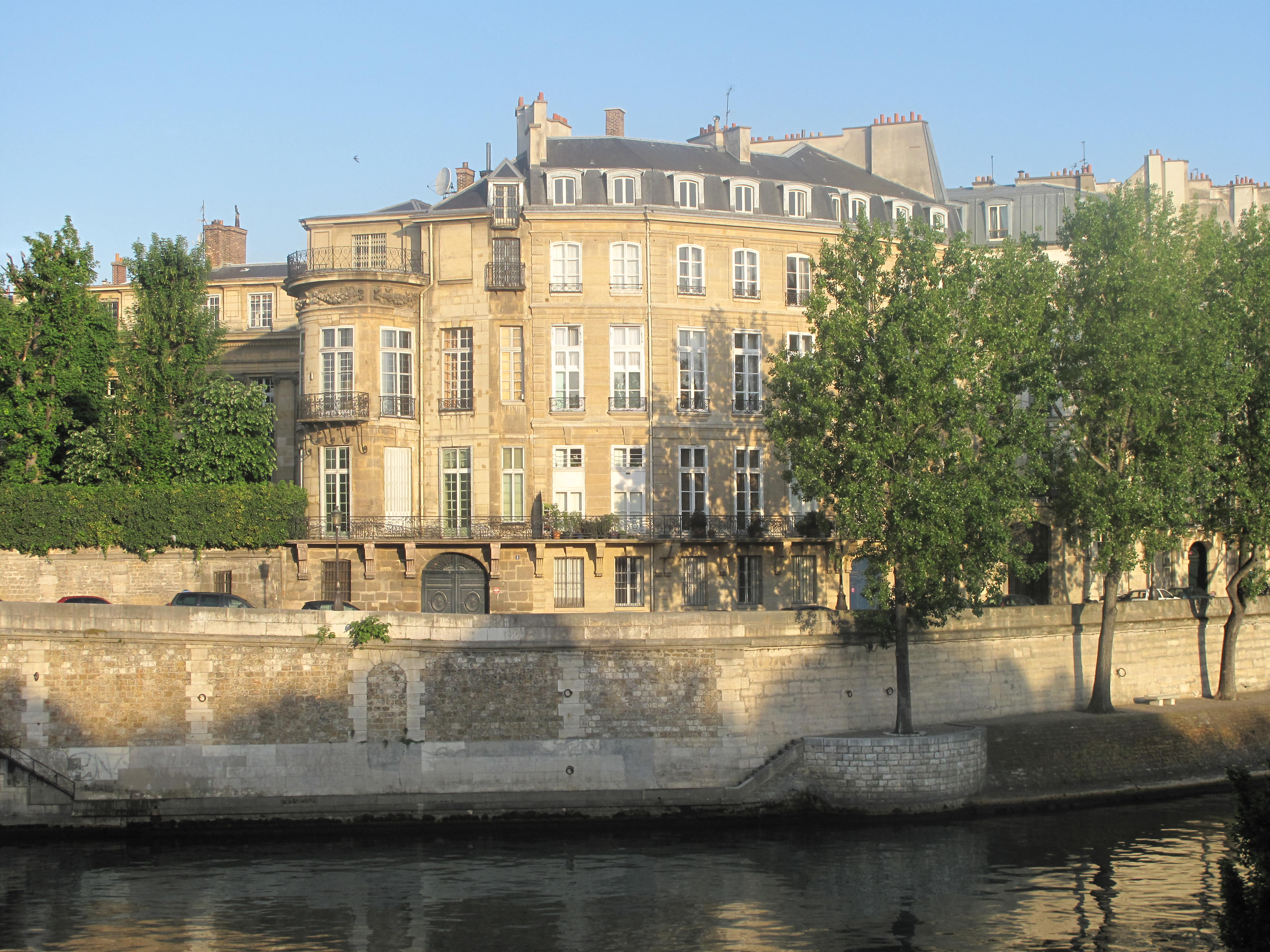
Отель Ламбер. 1640—1644. Париж
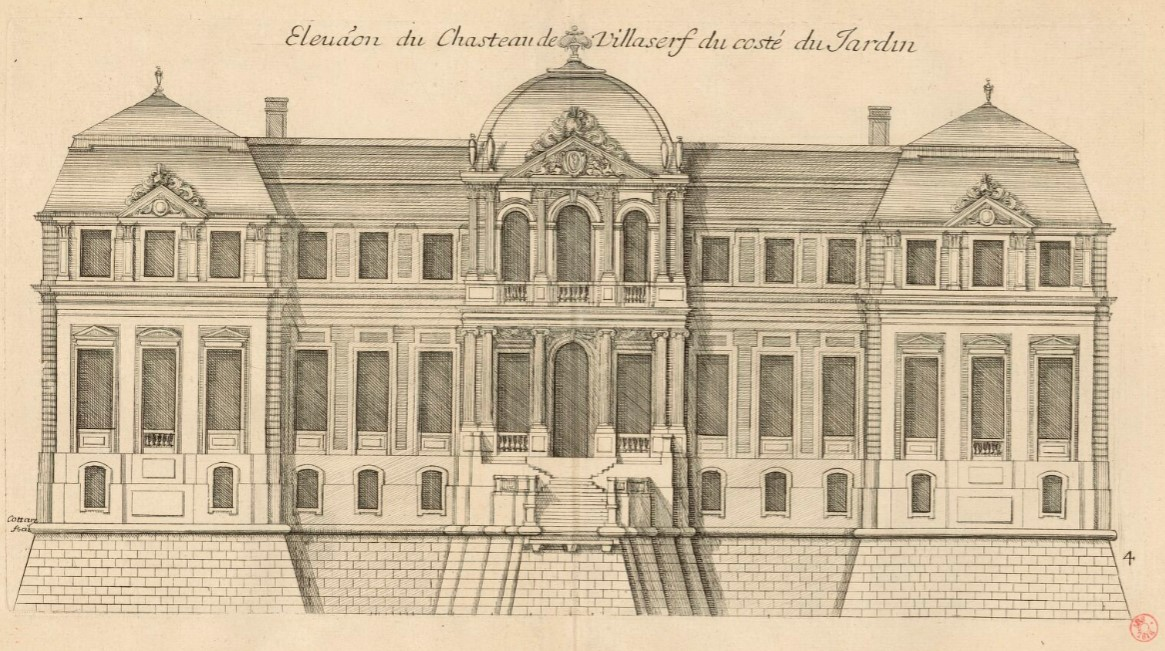
Шато де Вильясерф. Проект. 1686
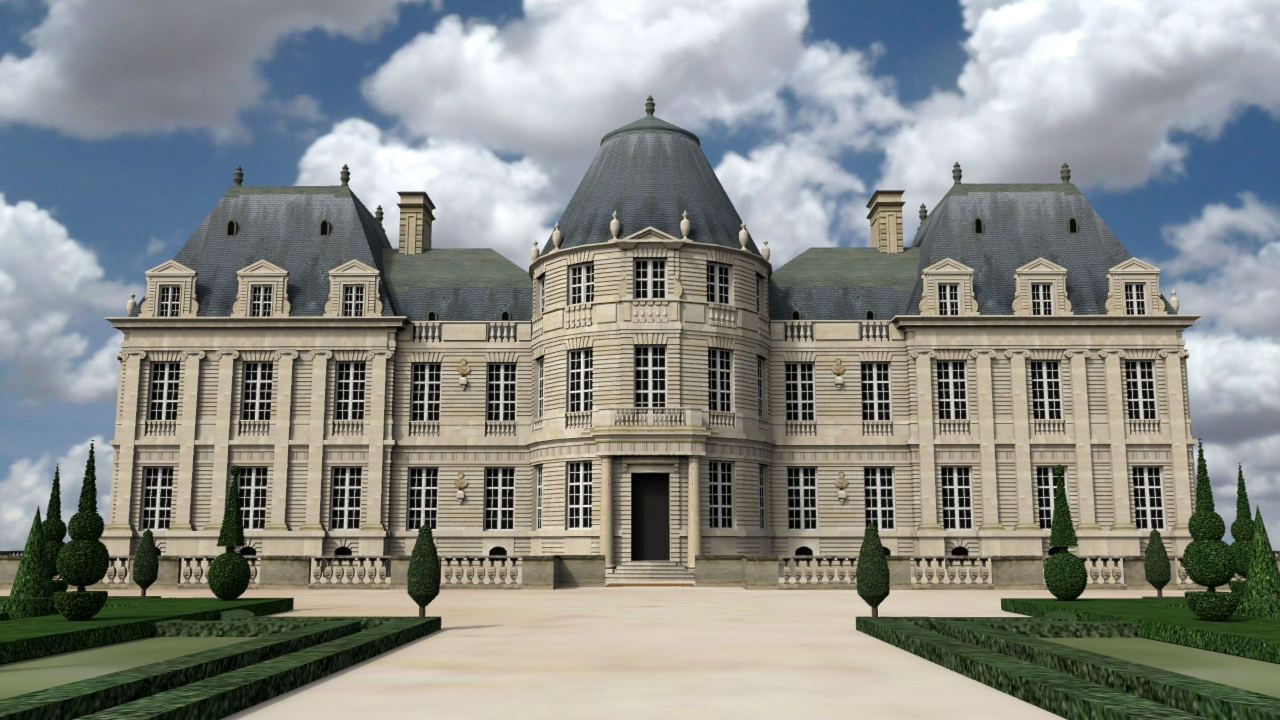
Шато де Ренси. 1643—1650
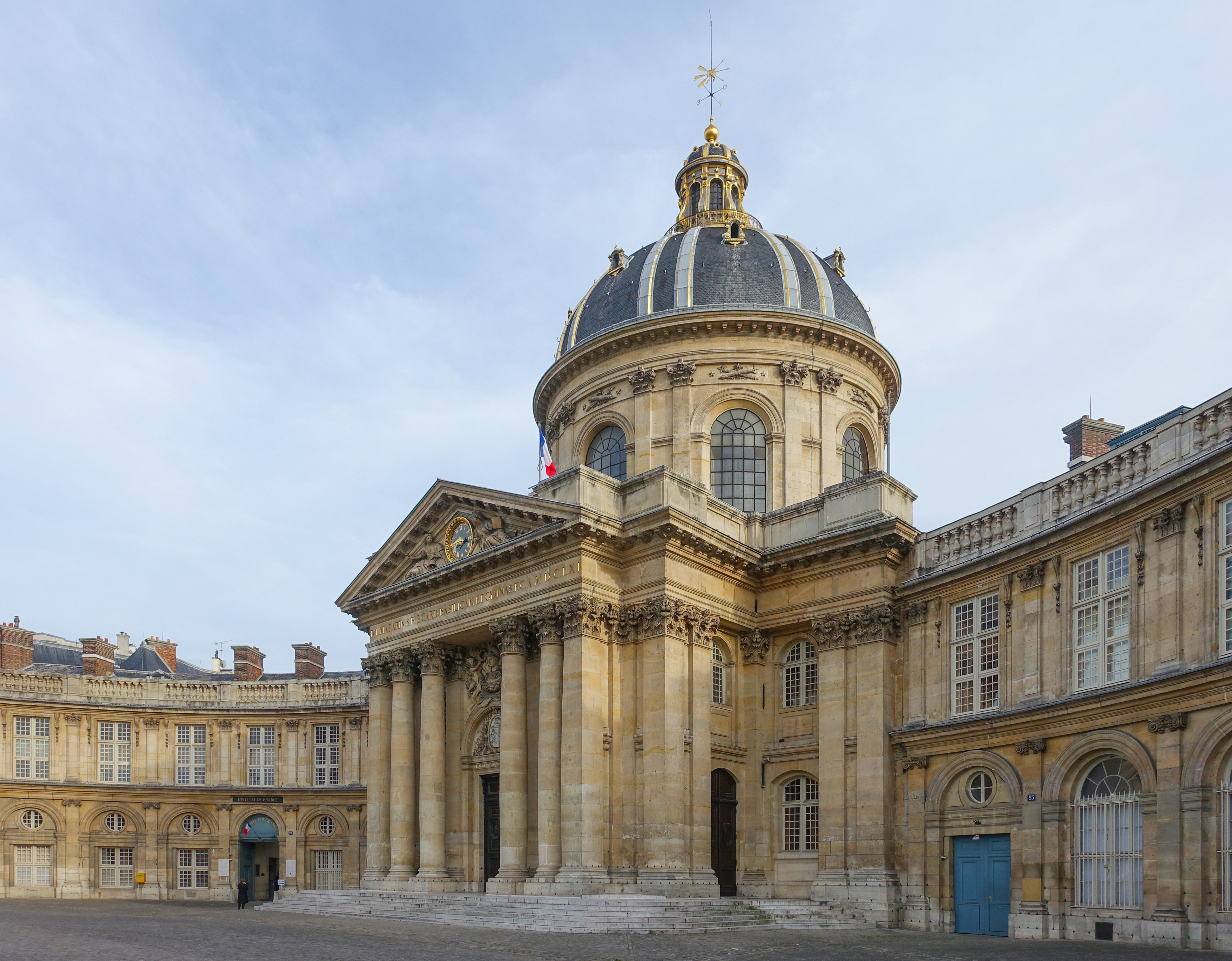
Коллеж Четырёх Наций. 1662—1668. Париж

## Основные постройки
- 1634—1637 Отель Кольбер — резиденция Кольбера и Филиппа Орлеанского. В 1826 году на этом месте была сооружена галерея Кольбер.
- 1640—1644 Отель Ламбер
- 1642 — ? Отель Лево
- 1656—1657 Отель Лозен
- 1658—1661 Во-ле-Виконт
- 1655—1670 Луврский дворец
- 1662—1668 Коллеж Четырёх Наций — здание Французской академии
- 1661—1670 Версальский дворец
- 1670—1672 Фарфоровый Трианон — Лево выполнил первые эскизы; после его смерти проект завершил новый королевский архитектор Франсуа д’Орбэ

## Образ Луи Лево в кинематографе
- Приход к власти Людовика XIV / La prise de pouvoir par Louis XIV (Франция; 1966) режиссёр Роберто Росселлини, в роли Луи Лево Жан Об.